# 洛斯塞里托斯 (洛斯波索斯區)
洛斯塞里托斯（西班牙語：Los Cerritos），是巴拿馬的城鎮，位於該國中南部，由埃雷拉省的洛斯波索斯區負責管轄，面積31.7平方公里，海拔高度111米，2010年人口985，人口密度每平方公里31.1人。